# Арман Лану
Арман Лану (на френски: Armand Lanoux) е френски журналист, поет и писател на произведения в жанра драма, лирика, криминален роман, биография, исторически роман, мемоари и документалистика.

## Биография и творчество
Арман Лану е роден на 24 октомври 1913 г. в Париж, Франция. Родителите му, Еме Лану и Джейн Джакоби, се срещат в САЩ и се установяват във Франция. Израства в Шел на брега на река Марна.
Смъртта на баща му през 1930 г. го принуждава рязко да прекъсне обучението си в Мо и да участва във финансовото обезпечаване на семейството. Самоук и финансово независим от шестнадесетгодишна възраст, работи в много професии: банков служител, заместник-учител, след това титуляр, представител на луксозни книги, дизайнер на кутии за бонбони, и журналист до 1939 г. В периода 1934 – 1935 г. отбива военната си служба и става офицер от запаса.
След избухването на Втората световна война, през 1939 г. е мобилизиран. На 11 юни 1940 г. е заловен и затворен в лагер в Померания. Престоят му там е основа на няколко негови романа. Освободен през 1942 г. Същата година се жени за Пиере Дюбоа. Имат двама сина – Жил и Оливие, родени през 1948 и 1952 г.
Насочва се към писателската си кариера и първият му роман „Убитият канадец“ (La Canadienne assassinée) е издаден през 1943 г.
Пише в различни жанрове: съвременен роман, нехудожествена литература, мемоари, драма, криминален роман, поезия. Част от произведенията му са на антивоенна и антифашистка тематика. През 1963 г. печели наградата „Гонкур“ за романа си „Когато морето се оттегля“.
От 1957 до 1964 г. прекарва няколко месеца в годината в курорта Сен Жан Кап Фера, където има втори дом. През 1964 г. напуска Шел и се установява в Шам сюр Марн. Жени се за втората си съпруга – Катрин Толстоф.
Ръководил е много културни организации: член на литературния комитет на издателство „Артеме Фаяр“ през 1950 г., на Френския комитет за телевизия (1958 – 1959), Висшия съвет за литература (от 1974 г.), Писателския съюз, Международния университет за радио и телевизия, член на Пен клуба, негов вицепрезидент през 1971 г. и президент през 1972 – 1975 г., президент на Дружеството на драматичните автори и композитори през 1978 – 1981 г., член на Постоянния съвет на писателите, член на Асоциацията на Франция и СССР.
Избран е за член на Академия „Гонкур“ през февруари 1969 г. Става генерален секретар на организацията през 1971 г.
Арман Лану умира на 23 март 1983 г. в Шам сюр Марн, Франция.
Литературните му архиви се съхраняват в Библиотеката на националните архиви на Квебек в Монреал.

## Произведения
- La Canadienne assassinée (1943)
- Le Pont de la folie (1946)
- L'Affaire de l'impasse Ronsin (1947)
- La Nef des fous (1948) – награда „Южен-Даби“ за социален роман
- L'Enfant en proie aux images (1949)
- La Classe du matin (1949)
- Cet âge trop tendre (1951)
- Les Lézards dans l'horloge (1952)
- Colporteur (1953) – награда „Аполинер“
- Bonjour, Monsieur Zola (1954)
Добър ден, господин Зола, изд.: БЗНС, София (1987), прев. Констанца Дянкова
- Le Photographe délirant (1956)
- Le Commandant Watrin (1956) – награда „Интералие“
Майор Ватрен, изд.: ОФ, София (1960), прев. Мария Николова
- Yododo (1957)
- Le Rendez-vous de Bruges (1958)
- Un jeune homme en habit (1958)
- La Tulipe orageuse (1959)
- La Tête tranchée: à quoi jouent les enfants du bourreau (1959)
- 1900, la bourgeoisie absolue (1961)
- Quand la mer se retire (1963) – награда „Гонкур“
Когато морето се оттегля, изд.: ОФ, София (1969), прев. Иван Попов
- Maupassant, Le Bel Ami (1967)
Мопасан, изд.: „Народна култура“, София (1985), прев. Афродита Морчева
- Les Images D'Epinal (1969)
- La Polka des canons (1971)
- Le Coq Rouge (1972)
- Le Berger des abeilles (1974)
Пастирът на пчелите, изд.: „Партиздат“, София (1984), прев. Пенка Пейнирджиева, Милети Младенов
- Paris 1925 (1975)
- Adieu La Vie, Adieu L'Amour (1977)
- Les Chateaux de Sable (1979)
- Le Montreur D'Ombres (1982)
- La Corsetière prodigieuse (1988)

### Други на български език
- Кабарето на щастието – разкази, изд.: „Профиздат“, София (1966), прев. Цветан П. Цветанов, съдържа: Кабарето на щастието, Дяволът от департамента Сена и Марна, Пясъчните замъци, Светлите очи
- Малката глинена лампа – разказ, сп. „Литературен форум“ (1997), прев. Мария Янчева
- Предговор към Пари от Емил Зола, изд. Профиздат, 1985 г.
- Предговор към Почеркът - огледало на душата от Пиер Фоа, изд. Екстрем, С., 1999 г.

### Екранизации
- 1964 De langste nacht – тв филм
- 1968 Koenigsmark – тв филм
- 1970 Le lys dans la vallée – тв филм
- 1971 Yvette – тв филм
- 1972 L'Atlantide – тв филм
- 1972 M. de Maupassant ou Le procès d'un valet de chambre – тв филм
- 1976 Cinéma 16 – тв сериал, 1 епизод
- 1976 Le château des Carpathes – тв филм
- 1978 Émile Zola ou La conscience humaine – тв минисериал, 4 епизода
- 1980 La peau de chagrin – тв филм
- 1983 La veuve rouge – тв филм, по L'affaire de l'Impasse Roncin
- 2004 Quand la mer se retire – тв филм